# آرنه ياكوبسن
آرنه ياكوبسن (بالدنماركية: Arne Jacobsen)‏ (و. 1902 – 1971 م) هو مهندس معماري، ومصمم من الدنمارك، وألمانيا، ولد في كوبنهاغن، شارك في معرض دوكومنتا الثالث ‏، توفي في كوبنهاغن، عن عمر يناهز 69 عاماً.

## التعليم
تعلم في الأكاديمية الملكية الدنماركية للفنون الجميلة.

## جوائز
حصل على جوائز منها:
- ميدالية الأمير يوجين [الإنجليزية]‏ (1962)
- C. F. Hansen Medal [الإنجليزية]‏ (1955)[13]
- ميدالية إكرسبيرج [الإنجليزية]‏ (1936).

## روابط خارجية
- آرنه ياكوبسن على موقع الموسوعة البريطانية (الإنجليزية)